# ليونارد فريمان
ليونارد فريمان (بالإنجليزية: Leonard Freeman)‏ هو منتج تلفزيوني وكاتب سيناريو أمريكي، ولد في 31 أكتوبر 1920 في مقاطعة سونوما في الولايات المتحدة، وتوفي في 20 يناير 1974 في بالو ألتو في الولايات المتحدة.

## وصلات خارجية
- ليونارد فريمان على موقع IMDb (الإنجليزية)
- ليونارد فريمان على موقع ألو سيني (الفرنسية)
- ليونارد فريمان على موقع أول موفي (الإنجليزية)
- ليونارد فريمان على موقع قاعدة بيانات الأفلام السويدية (السويدية)
- ليونارد فريمان على موقع قاعدة بيانات الفيلم (الإنجليزية)
- ليونارد فريمان على موقع كينوبويسك (الروسية)